# Verdrag van Turijn (1742)
Het Verdrag van Turijn van 1742, ook wel genoemd Conventie van Turijn, werd gesloten tussen het koninkrijk Piëmont-Sardinië (voormalig hertogdom Savoye) en het aartshertogdom Oostenrijk namens het Rooms-Duitse Rijk. De regerende vorsten waren koning Karel Emmanuel III van Sardinië en keizerin Maria Theresia van Oostenrijk. 

## Tegen Spanje
Dit verdrag betekende een alliantie tussen Oostenrijk en Sardinië tijdens de Oostenrijkse Successieoorlog, waarbij Oostenrijk in oorlog was tegen al zijn buurlanden. Het verdrag van Sardinië en Oostenrijk was gericht tegen Spanje, dat zijn oog had laten vallen op Oostenrijkse gebieden in Noord-Italië. De Spaanse koningin-gemalin Elisabetta Farnese was niet tevreden met enkel het hertogdom Parma en Piacenza voor haar oudste zoon Karel, de nieuwe hertog van Parma. Ze wenste Italiaanse vorstendommen voor haar andere kinderen. Spaanse troepen vielen Toscane binnen, geholpen door troepen uit het Spaanse koninkrijk der Beide Siciliën.

## Verdrag?
Het "verdrag" had een bijzondere clausule. Sardinië mocht zich te allen tijde afkeren van Oostenrijk. Sardinië moest dit wel 1 maand op voorhand melden aan keizerin Maria Theresia. Met andere woorden, Sardinië kon zich steeds met Spanje verzoenen, mochten de krijgskansen keren in Noord-Italië. Dit was een eis van de adel van Sardinië. In het Italiaans spreekt men niet over het verdrag van Turijn maar over een 'convenzione provvisionale’, een voorlopige conventie. Het werd getekend in Turijn, een van de residentiesteden van de koning van Sardinië. 

## Architecten van het verdrag
- Voor Sardinië trad Carlo Vincenzo Ferrero op. Hij was een ervaren Sardinisch diplomaat, markgraaf van Ormea en hoofd van de Kroonraad van Sardinië.[3] Het was diezelfde Ferrero die uit het hertogdom Savoye het koninkrijk Sardinië had geconstrueerd (1720). Ferrero wou geen machtig huis Bourbon-Parma als buurland. Een eigen gebiedsuitbreiding ten koste van Oostenrijks Lombardije daarentegen, wat verder ging dan het Verdrag van Wenen (1738), zat er evenwel niet in voor Ferrero.
- Voor Oostenrijk trad graaf van der Schulenburg op. Oostenrijk wenste een bescherming aan zijn zuidergrens. Zodoende kon Oostenrijk zich concentreren op de Tweede Silezische Oorlog.

## Engelse vloot
Het diplomatiek akkoord werd een jaar later bevestigd doch werd erg gecompliceerd toen Engeland aansloot bij het Verdrag van Turijn. Dit gebeurde in het Verdrag van Worms (1743). De Engelse vloot in de Middellandse Zee werd een nieuwe speler.